# La Guardia de Jaén
La Guardia de Jaén – gmina w Hiszpanii, w prowincji Jaén, w Andaluzji, o powierzchni 38,43 km². W 2011 roku gmina liczyła 4551 mieszkańców.